# Юкана
Юкана (яп. ゆかな) — японская сэйю и j-pop-певица. Юкана — её сценическое имя, оно обычно указывается в титрах; полное имя (а также сценическое имя до 2001 года) — Юкана Ногами (яп. 野上 ゆかな Ногами Юкана). Родилась 6 января 1975 года в городе Фуццу, префектура Тиба, Япония. Работает в компании Sigma Seven.

## Биография
Как рассказала Юкана в одном из интервью, в детстве у неё было очень слабое здоровье, так что врачи даже не были уверены, доживёт ли она до взрослых лет. И она решила для себя: «Если не смогу долго прожить, то хочу оставить какой-то след в этой жизни. А если не след, то хотя бы отпечаток». Ей тогда было 9 лет. И она выбрала для себя путь сэйю .
В 1992 году, ещё будучи ученицей второго класса старшей школы, поступила в школу сэйю Nichinare, принадлежащую компании ArtVision. В следующем, 1993 году, дебютировала в главной роли в OVA-аниме Moldiver. В 1995 году состоялся её дебют в ТВ-аниме, в сериале Azuki-chan в главной роли Адзусы Ноямы.
В 1996 году она покинула компанию ArtVision и в апреле поступила в музыкальную компанию IMADOKI. Однако спустя примерно год эта компания обанкротилась, после чего Юкана создала свою собственную фирму, Salir. Осенью 1999 года эта фирма прекратила свою деятельность, так как Юкана переехала на обучение в Нью-Йорк. Однако раз в месяц она всё же приезжала в Японию, чтобы участвовать в записях. Весной 2000 года она вернулась в Японию и подписала контракт с компанией Sigma Seven. С апреля 2001 года она стала использовать в аниме сценическое имя «Юкана» (до этого она использовала его только в своих музыкальных выступлениях).
Помимо озвучивания ролей в аниме (ТВ-аниме, аниме-фильмы, OVA, ONA) и Drama CD, она также выступает на радио, озвучивает роли в компьютерных играх и выступает в качестве певицы. Ею записано 4 музыкальных альбома и несколько синглов.
В записи альбома yu ka na, вышедшего в декабре 1998 года, принимал участие оркестр из России (Юкана пишет об этом в своём блоге, не называя оркестр и имя дирижёра). В память об этом событии и о дирижёре (ныне покойном), Юкана в апреле 2009 года посетила Москву.

## Роли

### Аниме
Данный список не является полным. Ведущие роли выделены жирным шрифтом.
1993
- Moldiver (OVA) (Мирай Одзора)

1995
- Azuki-chan (Адзуса Нояма)
- Wedding Peach (Юри Танима/Ангел Лили)

1998
- Cardcaptor Sakura (Ли Мэйлин)
- Yu-Gi-Oh! (Михо Носака)

2000
- InuYasha (Канна)

2001
- Groove Adventure Rave (Рэйна)

2002
- Dragon Drive (Саяка Това)
- Pita Ten (Сия)
- Samurai Deeper Kyo (Сакуя)
- The Twelve Kingdoms (Юка)
- «Стальная тревога» (Тереза «Тесса» Тестаросса)
- «Чобиты» (Котоко)

2003
- Air Master (Мина Наканотани)
- «Изгнанник» (закадровый голос)
- «Стальная тревога? Фумоффу» (Тереза Тестаросса)

2004
- Black Cat (Ринслет Уокер)
- Futari wa Pretty Cure (Хонока Юкисиро/Cure White)
- Kyo Kara Maoh! (Ulrike)
- Mai-HiME (Масиро Кадзахана, Фуми Химэно)
- «Блич» (Исанэ Котэцу)

2005
- Mai-Otome (Масиро Блан де Уиндблум)
- Zeta Gundam: A New Translation (Four Murasame)
- «Стальная тревога! Новое задание» (Тереза Тестаросса)

2006
- Ayakashi: Samurai Horror Tales (Kayo)
- Code Geass (C.C.)
- Digimon Savers (Лаламон)
- Kujibiki Unbalance (Касуми Кисараги)
- Simoun (Доминура, Эрии)
- Sōkō no Strain (Lottie Gelh)
- Zegapain (Мидзуки, Син)

2007
- Heroic Age (Nilval Nephew)
- Magical Girl Lyrical Nanoha Strikers (Reinforce Zwei)
- Mononoke (Каё и Номото Тиё)
- Idolmaster: Xenoglossia (Риффа)

2008
- Code Geass: Lelouch of the Rebellion R2 (C.C.)
- Rosario + Vampire (Кэйто)
- Sekirei (Кадзэхана)
- Soul Eater (Адзуса Юми)
- Tales of the Abyss (Tear Grants)
- Wagaya no Oinari-sama (Кугэн Тэнко)
- Zettai Karen Children (Фудзико Цубоми)

2009
- Battle Spirits" (тётя J)
- Kurokami The Animation (Наму)
- Sora o kakeru shoujo (Таканэ Сисидо)
- The Tower of Druaga: The Aegis of Uruk (суккуб)

2010
- Amagami SS (Ай Нанасаки)
- Sekirei: Pure Engagement (Кадзэхана)
- Uragiri wa Boku no Namae o Shitteiru (Юки)

2011
- IS (Infinite Stratos) (Сесилия Алкотт)
- «Дневник будущего» (Мао Ноносака)

2012
- Code: Breaker (Нэнэнэ Фудзивара)
- Fairy Tail (Мишель/Имитация)
- Hyouka (Фуюми Ирису)
- One Piece (Сирахоси)

2013
- Aoki Hagane no Arpeggio: Ars Nova (Конго)
- Machine-Doll wa Kizutsukanai (Сёко Карусай)

2018
- Fullmetal Panic! Invisible Victory (Тереза Тестаросса)

2019
- «Код Гиас: Лелуш Воскресший» (C.C.)